# Kościół Świętych Stanisława i Mikołaja w Malanowie (stary)
Kościół Świętych Stanisława i Mikołaja – kościół filialny należący do parafii Świętych Stanisława i Mikołaja w Malanowie (dekanat turecki diecezji włocławskiej).
Jest to świątynia wzniesiona w latach 1871–74. Wybudowana została dzięki staraniom księdza Melchiora Waligórskiego kanonika włocławskiego i ze składek parafian. Do budowy zostały użyte materiały ze świątyni z 1716 roku przeniesionej z nieznanego miejsca.
Budowla jest drewniana, składa się z jednej nawy, posiada konstrukcję zrębową. Świątynia jest orientowana. Jej prezbiterium jest mniejsze w stosunku do nawy, zamknięte jest trójbocznie, z boku są umieszczone zakrystia i skarbczyk. Z przodu znajduje się duża kruchta, druga jest umieszczona z boku nawy. Kościół nakrywa dach dwukalenicowy, pokryty blachą, na dachu znajduje się wieżyczka na sygnaturkę. Jest ona zwieńczona stożkowym dachem hełmowym z latarnią. Wnętrze nakryte jest: w prezbiterium stropem płaskim, z kolei w nawie stropem z fasetą. Belka tęczowa jest ozdobiona krucyfiksem wykonanym w 1. połowie XVII wieku Trzy ołtarze w stylu barokowym pochodzą z około 1720 roku. Ambona w stylu barokowym jest ozdobiona rzeźbą Świętego Michała, wykonaną w XVIII wieku Kropielnica drewniana w formie kielicha pochodzi z 1620 roku. Chrzcielnica w stylu neogotyckim powstała w 1. połowie XIX wieku. Zachowało się osiem ławek w stylu barokowym.